# Goojijiwininiwag
Kojejewininewug (Goojijiwininiwag; Rainy Lake Chippewa; Kuchĭchĭwĭnĭnĭwŭg, dolazi od Kuchĭchĭw, po tjesnacima i okukama na rijeci i jezeru Rainy gdje su živjeli, +ĭnĭnĭwŭg, =narod), jedna od deset glavnih skupina Chippewa Indijanaca u području jezera i rijeke Rainy na granici Minnesote i susjednom dijelu Kanade, Ontario, gdje su poznati kao Couchiching First Nation. Lewis & Clark su ih nazivali Algonquins of Rainy Lake. Ostali nazivi kojima su nazivani su: Kotchitchi-wininiwak, Kutcitciwininiwag, Lac la Pluie Indians.
Rezervati: Couchiching 16a i Agency 1.

## Vanjske poveznice
- Couchiching First Nation  Arhivirana inačica izvorne stranice od 21. lipnja 2008. (Wayback Machine)